# Theta Muscae
Theta Muscae (θ Muscae, förkortad Theta Mus, θ Mus), som är stjärnans Bayer-beteckning, är en trippelstjärna i nordöstra delen av stjärnbilden Flugan. Den har en kombinerad skenbar magnitud av 5,53 och är svagt synlig för blotta ögat där ljusföroreningar ej förekommer och är den ljusaste stjärnan i stjärnbilden. Stjärnan är bortom den nuvarande räckvidden för användbara visuella parallaxmätningar, men har uppskattats befinna sig omkring 7 400 ljusår (2 270 parsek) från solen.

## Egenskaper
Trippelstjärnan Theta Muscae A består av två delar: en spektroskopisk dubbelstjärna bestående av Wolf-Rayet-stjärnan (spektral typ: WC5 eller 6) och en stjärna i huvudserien (spektral typ: O6 eller O7) med en omloppsperiod på 19 dygn och en blå superjätte (spektral typ: O9.5 / B0Iab) separerad med ca 46 millibågsekunder. Primärstjärnan har en massa som är högst ca 11 gånger solens massa, en radie som är ca 80 gånger solens radie och avger ca 230 000 gånger mer energi än solen från dess fotosfär vid en effektiv temperatur på ca 11 100 K.
Theta Muscae är en förmörkelsevariabel och en eruptiv variabel av Wolf Rayet-typ (E/WR). Den varierar mellan skenbar magnitud +5,5 och 5,52 med en period av 18,341 dygn. Den är den näst klaraste Wolf-Rayet-stjärnan på himlen, även om mycket av den skenbara magnituden kommer från de massiva följeslagarna och det är inte en av de närmaste av dess typ. Stjärnvindarna från Wolf-Rayet-stjärnan och dess nära följeslagare är så kraftfulla att de bildar en chockfront där de möts. Fronten producerar röntgenstrålning.
Följeslagaren Theta Muscae B är inte en del av trippelstjärnan utan en optisk dubbel som råkar befinna sig i samma synfält. Den är en ljusstark jätte av spektraltyp O, som antas att i sig själv vara ett spektroskopisk dubbelstjärna med en följeslagare, som är mycket svagare.